# Dichetophora intermedia
Dichetophora intermedia är en tvåvingeart som beskrevs av Friedrich Georg Hendel 1912. Dichetophora intermedia ingår i släktet Dichetophora och familjen kärrflugor. Inga underarter finns listade i Catalogue of Life.